# Sulzbach (Taunus)
Sulzbach (Taunus) – miejscowość i gmina w Niemczech, w kraju związkowym Hesja, w rejencji Darmstadt, w powiecie Main-Taunus. 30 czerwca 2015 gmina liczyła 8610 mieszkańców.

## Współpraca
Miejscowości partnerskie:
- Jablonec nad Jizerou, Czechy
- Pont-Sainte-Maxence, Francja
- Schönheide, Saksonia